# Ouezzane
Ouezzane (arabă وزان) este un oraș în Maroc.